# Laukejsarduva
Laukejsarduva (Ducula lakeba) är en förhistorisk utdöd fågel i familjen duvor inom ordningen duvfåglar. 

## Förekomst och upptäckt
Fågeln beskrevs 2001 utifrån subfossila lämningar funna på ön Lakeba i Lauöarna, Fiji. Upptäckten av denna art liksom flera andra utdöda kejsarduvor i Stilla havets övärld förklarar den märkliga utbredningslucka som finns bland levande kejsarduvorna mellan Nya Kaledonien och Marquesasöarna.

## Kännetecken
Laukejsarduvan var större än någon levande duva i släktet Ducula och jämnstor med likaledes utdöda hendersonkejsarduvan (D. harrisoni) och uveakejsarduvan (D. david). Olikt övriga kejsarduvor hade den korta vingar och långa ben, vilket tyder på att den var marklevande och relativt flygoförmögen. Det gjorde den troligen sårbar för jakt och invasiva arter.